# Cueta bourboni
Cueta bourboni är en insektsart som beskrevs av Navás 1935. Cueta bourboni ingår i släktet Cueta och familjen myrlejonsländor. Inga underarter finns listade i Catalogue of Life.